# President Cup (hockey in-line)
La President Cup è la seconda competizione europea di hockey in-line in ordine di importanza dopo l'Eurolega, riservata alle squadre di club; fu istituita nel 2008.

## Albo d'oro e statistiche
| Stagione    | Data                   | Nazionalità della squadra vincitrice | Vincitore (numero vittorie) | Finalista perdente     | Risultato              | Sede della finale/i    |
| ----------- | ---------------------- | ------------------------------------ | --------------------------- | ---------------------- | ---------------------- | ---------------------- |
| 2008 (1ª)   |                        | Francia                              | Grenoble Yetis              | Villeneuve-la-Garenne  |                        | Trieste                |
| 2009 (2ª)   | 29 novembre 2009       | Spagna                               | Rubì                        | Villeneuve-la-Garenne  | 3 - 1                  | Kaltbrunn              |
| 2010 (3ª)   | 29 novembre 2010       | Francia                              | Grenoble Yetis (2)          | Edera Trieste          | 5 - 3                  | Trieste                |
| 2011 (4ª)   |                        | Francia                              | Caen                        | Grenoble Yetis         |                        | Caen                   |
| 2012 (5ª)   |                        | Francia                              | Villeneuve-la-Garenne       | Caen                   |                        | Villeneuve-la-Garenne  |
| 2013 - 2015 | Edizioni non disputate | Edizioni non disputate               | Edizioni non disputate      | Edizioni non disputate | Edizioni non disputate | Edizioni non disputate |
| 2016 (6ª)   | 6 marzo 2016           | Svizzera                             | IhcSF Linth                 | Rubì                   | 3 - 2                  | Rethel                 |
| 2017 (7ª)   | 5 marzo 2017           | Italia                               | Milano Quanta               | Olomouc Eagles         | 5 - 2                  | Valladolid             |
| 2018 (8ª)   | 8 aprile 2018          | Spagna                               | Espanya Maiorca             | Köping                 | 5 - 1                  | Rethel                 |
| 2019 (9ª)   | 14 aprile 2019         | Inghilterra                          | Norton Cyclones             | IhcSF Linth            | 6 - 2                  | Roana                  |
| 2020        | Edizione non disputata | Edizione non disputata               | Edizione non disputata      | Edizione non disputata | Edizione non disputata | Edizione non disputata |
| 2021 (10ª)  | 4 luglio 2021          | Svizzera                             | Z-Fighters Oberrüti-Sins    | Ghosts Padova          | 2 - 0                  | Kaltbrunn              |
| 2022 - 2023 | Edizioni non disputate | Edizioni non disputate               | Edizioni non disputate      | Edizioni non disputate | Edizioni non disputate | Edizioni non disputate |

### Edizioni vinte e secondi posti per squadra
| Squadra                  | Vittorie | Secondi posti | Anni vittorie | Anni secondi posti |
| ------------------------ | -------- | ------------- | ------------- | ------------------ |
| Grenoble Yetis           | 2        | 1             | 2008, 2010    | 2011               |
| Villeneuve-la-Garenne    | 1        | 2             | 2012          | 2008, 2009         |
| Rubì                     | 1        | 1             | 2009          | 2016               |
| Caen                     | 1        | 1             | 2011          | 2012               |
| IhcSF Linth              | 1        | 1             | 2016          | 2019               |
| Milano Quanta            | 1        | 0             | 2017          |                    |
| Espanya Maiorca          | 1        | 0             | 2018          |                    |
| Norton Cyclones          | 1        | 0             | 2019          |                    |
| Z-Fighters Oberrüti-Sins | 1        | 0             | 2021          |                    |
| Edera Trieste            | 0        | 1             |               | 2010               |
| Olomouc Eagles           | 0        | 1             |               | 2017               |
| Köping                   | 0        | 1             |               | 2018               |
| Ghosts Padova            | 0        | 1             |               | 2021               |

### Edizioni vinte e secondi posti per nazione
| Nazione     | Vittorie | Secondi posti | Squadre vincitrici                                    | Secondi posti                                         |
| ----------- | -------- | ------------- | ----------------------------------------------------- | ----------------------------------------------------- |
| Francia     | 4        | 4             | Grenoble Yetis (2) Caen (1) Villeneuve-la-Garenne (1) | Villeneuve-la-Garenne (2) Caen (1) Grenoble Yetis (1) |
| Spagna      | 2        | 1             | Espanya Maiorca (1) Rubì (1)                          | Rubì (1)                                              |
| Svizzera    | 2        | 1             | IhcSF Linth (1) Z-Fighters Oberrüti-Sins (1)          | IhcSF Linth (1)                                       |
| Italia      | 1        | 2             | Milano Quanta (1)                                     | Edera Trieste (1) Ghosts Padova (1)                   |
| Inghilterra | 1        | 0             | Norton Cyclones (1)                                   |                                                       |
| Rep. Ceca   | 0        | 1             |                                                       | Olomouc Eagles (1)                                    |
| Svezia      | 0        | 1             |                                                       | Köping (1)                                            |